# Ranunculus platyspermus
Ranunculus platyspermus är en ranunkelväxtart som beskrevs av Fisch. och Dc.. Ranunculus platyspermus ingår i släktet ranunkler, och familjen ranunkelväxter. Inga underarter finns listade i Catalogue of Life.